# ウダイプル郡
ウダイプル郡（ウダイプルぐん、ネパール語: उदयपुर जिल्ला）は、ネパール東端のコシ州の郡。
郡都はトリユガ。
2021年国勢調査の人口は34万2773人。
面積は2063km2。